# DFSK
Dongfeng Sokon (DFSK), également connu sous le nom de Dongfeng Xiaokang (东风 小康 en chinois), est une coentreprise entre Dongfeng et Chongqing Sokon Industry Group Co Ltd., formée le 27 juin 2003.
DFSK produit des minivans, des camions commerciaux à plateau et des véhicules de tourisme sous la marque Dongfeng Fengguang. La fabrication de DFSK a lieu dans un total de quatre installations différentes, dont deux sont situées à Shiyan dans la province du Hubei et deux à Chongqing. La marque est associée au logo Dongfeng sur des marchés tels que le Pérou, la Suisse et le Royaume-Uni. DFSK a commencé à assembler et commercialiser des produits en Indonésie en 2015. Les plans au moment du lancement prévoyaient une production prévue de 50 000 unités  par an. En juillet 2018, DFSK a lancé une gamme de SUV en Indonésie avec un objectif de vente combiné de 5000 unités. En 2017, la coentreprise de DFSK et Regal Automobile a commencé l'assemblage au Pakistan. L'usine de Lahore produit des variantes de SUV Glory 580, C-37 Van, Humsafar MPV, K01 Pickup, etc.
Les ventes totales en 2017 ont atteint 402 000 véhicules et en novembre 2018, Chongqing Sokon Group a tenté d'acquérir les 50 % restants de la coentreprise DFSK auprès de Dongfeng pour 621 millions d'euros, devenant ainsi propriétaire à 100 %. L'accord a été abandonné en juillet 2019
En septembre 2019, Sokon a acquis les 50 % restants de la coentreprise DFSK auprès de Dongfeng. Seres a continué à produire des véhicules portant le logo Dongfeng et sous la marque DFSK tout en supprimant progressivement le logo Dongfeng sur la marque Fengguang après son changement de nom en Fengon.
En avril 2020, Chongqing Sokon Industrial Group a acheté 50 % des actions de DFSK à Dongfeng Motor Group, faisant de DFSK une filiale à 100 % de Sokon Group. En 2021, DFSK dispose d'un total de 4 bases de production en Chine, dont deux sont situées à Shiyan, Hubei et deux à Chongqing.
En octobre 2023, Dongfeng Sokon Automobile a été renommé Seres Automobile (Hubei).

## Dongfeng Xiaokang (东风 小康)/DFSK (Sokon)
La marque DFSK (Sokon) ou Dongfeng Xiaokang est la sous-marque de Dongfeng Xiaokang qui produit des véhicules utilitaires légers. Les produits actuellement disponibles comprennent:
- Série C
  - Sokon C37/C36
  - Sokon C31/C32
- Série K
  - Sokon K05
  - Sokon K07
  - Sokon K09
  - Sokon K05S
  - Sokon K07S
  - Sokon K01/K02
- Série V
  - Sokon V07S- microvan
  - Sokon V21- pick-up à cabine simple
  - Sokon V22- pick-up cabine double
  - Sokon V25- microvan
  - Sokon V26- microvan
  - Sokon V27- microvan
  - Sokon V29- microvan/pick-up

|           |
| Sokon C37 |

|            |
| Sokon K07S |

|               |
| Sokon K07/K17 |

|               |
| Sokon New K07 |

|           |
| Sokon V29 |

|            |
| Sokon V07S |

|                 |
| Sokon V27 Cargo |

|                    |
| Sokon V22 Crew Cab |

|           |
| Sokon V21 |

|                  |
| Sokon V21 (2013) |

## Dongfeng Fengguang/Fengon
Dongfeng Fengguang/Fengon (ou DFSK Glory pour le marché étranger) est la sous-marque de Dongfeng Xiaokang qui produit des véhicules de tourisme. Créé en 2008, Dongfeng Fengguang propose une série de monospaces et de Crossover compacts abordables. Les produits actuellement disponibles comprennent :
- Crossover de taille moyenne Fengguang E3 100% électrique
- Crossover de taille moyenne Fengguang ix5
- Crossover de taille moyenne Fengguang 580 (appelé DFSK G7 sur le marché sud-coréen.)
- Crossover compact Fengguang S560
- Monospace compact Fengguang 370
- Monospace compact Fengguang 330S
- Monospace compact Fengguang 330

|                           |
| Fengguang E3 mid-size CUV |

|                            |
| Fengguang ix5 mid-size CUV |

|                            |
| Fengguang 580 mid-size CUV |

|                            |
| Fengguang S560 compact CUV |

|                           |
| Fengguang 370 compact MPV |

|                           |
| Fengguang 360 compact MPV |

|                           |
| Fengguang 350 compact MPV |

|                           |
| Fengguang 330 compact MPV |

|                            |
| Fengguang 330S compact MPV |